# Севернобаварский диалект

Распространение баварских диалектов. Севернобаварский обозначен жёлтым цветом

Севернобаварский диалект (нем. Nordbairisch, бав. Nordboarisch) — диалект немецкого языка, принадлежащий к баварским диалектам. Распространён на северо-востоке федеральной земли Бавария в округе Верхний Пфальц, на юго-востоке Верхней и Средней Франконии, частично в северо-восточной части Верхней Баварии. На севере диалект выходит в Саксонию. На юго-востоке Верхнего Пфальца и в северной части Нижней Баварии преобладают смешанные формы с среднебаварским диалектом.

## Строй севернобаварского диалекта

### Фонетика
В севернобаварском сложилась отличная от стандартного немецкого система монофтонгов и дифтонгов, берущая начало из средневерхненемецкого языка. Так, слова Bruder, Brief и müde в севернобаварском будут иметь вид Brouda, Brejf и mejd. В среднебаварском, южнее Дуная, эти слова будут иметь вид Bruada, Briaf и miad. Другие примеры: Schaf — Schòuf, rot — ròut/rout, Schnee — Schnèj, böse — bèjs. В среднебаварском: Schòòf, rot/rout, Schnèè, bèès. В северных и западных местных севернобаварских диалектах эти дифтонги остались перед вокализировнным r: Jòua (Jahr), Òua (Ohr), Schnoua (Schnur), umkèjan (umkehren), Beja (Bier).
На западе и северо-западе распространения диалекта наблюдается подъём e/ö и o до i и u. Таким образом, в противовес южным Voogl (Vogel) и Veegl (Vögel) в этих областях говорят Vuugl и Viigl. Эта особенность, вероятно, является следствием восточнофранкского влияния, так как на востоке диалектной области распространены дифтонги ua и ia (Vuagl, Viagl).
Согласный l после гласного в севернобаварском, как и в верхнефранкских диалектах, не полностью вокализирован, что является ещё одним отличием от среднебаварского. В словах Wòld (Wald), Göld (Geld), vül/vul (viel), Hulz/Holz (Holz) ещё слышится согласный звук, тогда как в среднебаварском в словах Wòid, Gèid/Gööd, vui/vèi/vüü, Hoiz они слышатся как гласный. Иначе произносится g в середине слова и в конце, смягчаясь до ch: Weg → Weech, mager → moocher, richtig → richtich. Такая «спирантизация» является следствием исторического влияния среднебаварских диалектов, хотя на сегодняшний день в среднебаварском диалектном пространстве данная норма не соответствует реальной диалектной картине.

## Морфология
Окончание -en после k, ch и f в северных севернобаварских диалектах сохраняется в виде согласного n/m (hockn, stechn, hoffm, Soifm), в то время как на юге под влиянием среднебаварского используется -a (hocka, stecha, hoffa, Soifa). Уменьшительно-ласкательные формы во множественном числе оканчиваются на -(a)la, в единственном — на -(a)l (Moidl — Mädchen, d’ Moi(d)la — die Mädchen).
Глаголы с коренвыми au или ei имеют инфинитивное окончание -a. Так, глаголы schauen, bauen, schneien, freuen будут иметь вид schaua, baua, schneia, gfreia (в среднебаварском: schaung, baun, schneim, gfrein).